# National City (Kalifornia)
National City város az USA Kalifornia államában, San Diego megyében. Lakosainak száma 56 173 fő (2020. április 1.).

## Népesség
A település népességének változása:
| Lakosok száma | 248  | 58 582 | 56 173 |
|               | 1880 | 2010   | 2020   |